# Menifee County
Menifee County is een county in de Amerikaanse staat Kentucky.
De county heeft een landoppervlakte van 528 km² en telt 6.556 inwoners (volkstelling 2000). De hoofdplaats is Frenchburg.

## Bevolkingsontwikkeling

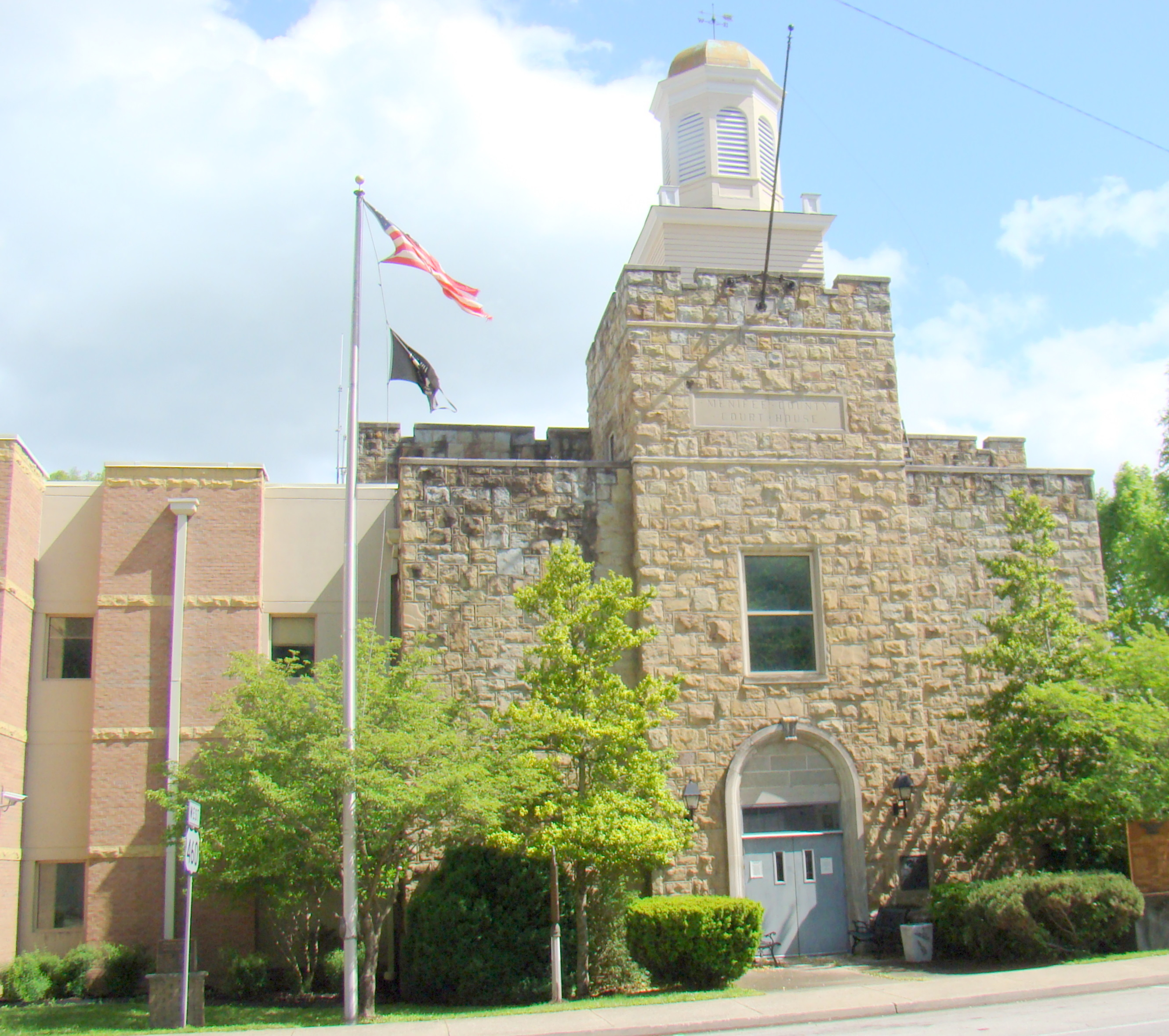
Menifee County Courthouse